# Миасс I
Миа́сс I — станция Златоустовского региона Южно-Уральской железной дороги, расположена в городе Миассе Челябинской области.

## История
Станция построена при продлении Самаро-Златоустовской железной дороги до Миасского завода (ныне город Миасс) согласно высочайшему повелению императора Александра III от 2 (14) июня 1890 года, вынесенного после одобрения Кабинетом министров представления от 8 (20) мая 1890 года министра путей сообщения статс-секретаря фон Гюббенета А. Я.
Первоначально границы населённого пункта находилась на расстоянии 6 вёрст (≈ 6,4 км) от станции, которую основали на северном берегу Ильменского озера у подножия Ильменских гор, вблизи «Ильменских» золотодобывающих приисков.
25 февраля (9 марта) 1891 года Александр III подписал именной высочайший указ, данный министру путей сообщений, о строительстве Транссибирской железной дороги. Согласно решениям о строительстве Сибирской железной дороги, было начато продление Самаро-Златоустовской железной дороги от станции Миасс до Челябинска, согласно представлению Гюббенета от 4 (16) февраля 1891 года утверждённого 15 (27) февраля и 21 февраля (5) марта 1891 года. Если с восточной стороны историческое начало Сибирской железной дороги легко определяется как Владивосток, то с западной стороны участок от Миасса до Челябинска был продолжением строительства железнодорожной сети..
По состоянию на 1897 год от станции Миасс только на экспорт было отправлено около 5 000 тонн зерна, ежегодно отправлялось более 1 500 тонн продуктов животноводства, в основном доставляемых из городов Троицка, Кустаная и Тургайской области в целом. И это не считая грузоперевозок внутреннего рынка и транзитных поездов из Челябинска и до него.
Станция электрифицирована в 1945 году постоянным током 3 киловольта.
В 1959 году достраивается железнодорожная линия Миасс — Учалы, которая электрифицируется на участке Миасс I — Миасс II (со строительством станции Миасс II, станция Миасс переименовывается в станцию Миасс I).
В 1992 году на станции установлен памятный знак в честь 100-летия со дня начала строительства Великого Сибирского пути. В 1903 году по станции прошёл первый поезд Санкт-Петербург — Москва — Владивосток.
С 1981 года пассажирские поезда останавливаются только на новом вокзале станции Миасс-I, старый вокзал сохранён как остановочный пункт.

## Вокзал
Расположена на двухпутной электрифицированной линии. От станции отходит неэлектрифицированная ветка на Учалы.
Первоначально железнодорожный вокзал станции располагался в нескольких километрах юго-восточнее современного здания. Ныне старый вокзал станции является памятником архитектуры, объектом культурного наследия.
Современное здание вокзала открыто по завершении строительства в 1981 году. Вместимость вокзала — 800 человек. Ежегодное отправление — 486 тыс. пассажиров.
В железнодорожном вокзале также расположен автовокзал. С недавнего времени автовокзал переехал в соседнее здание, восточнее здания вокзала.
К вокзалу подходят все виды городского общественного транспорта: автобусы, троллейбусы, маршрутные такси.

## Пассажирское движение
На станции 5 сквозных и один тупиковый приёмоотправочный путь для пассажирских поездов.
Станция имеет пассажирское значение, связана пригородными поездами с Челябинском, Златоустом, Учалами(отменено), Кропачёво. Поездами дальнего следования станция связана с городами Белоруссии, Украины(отменен), Казахстана, Литвы, Центрального, Южного, Приволжского, Уральского, Сибирского и Дальневосточного федеральных округов России.

### Движение поездов
| Круглогодичное движение поездов | Круглогодичное движение поездов | Круглогодичное движение поездов | Круглогодичное движение поездов |
| № поезда                        | Маршрут движения                | № поезда                        | Маршрут движения                |
| ------------------------------- | ------------------------------- | ------------------------------- | ------------------------------- |
| 11                              | Владивосток — Самара            | 12                              | Самара — Владивосток            |
| 13 «Южный Урал»                 | Челябинск — Москва              | 14 «Южный Урал»                 | Москва — Челябинск              |
| 59                              | Новокузнецк — Кисловодск        | 60                              | Кисловодск — Новокузнецк        |
| 83                              | Караганда — Москва              | 84                              | Москва — Караганда              |
| 87                              | Нижневартовск — Самара          | 88                              | Самара — Нижневартовск          |
| 97                              | Тында — Кисловодск              | 98                              | Кисловодск — Тында              |
| 101                             | Нижневартовск — Пенза           | 102                             | Пенза — Нижневартовск           |
| 127                             | Красноярск — Адлер              | 128                             | Адлер — Красноярск              |
| 129                             | Красноярск — Анапа              | 130                             | Анапа — Красноярск              |
| 133                             | Томск — Анапа                   | 134                             | Анапа — Томск                   |
| 141                             | Екатеринбург — Симферополь      | 142                             | Симферополь — Екатеринбург      |
| 143                             | Нижневартовск — Уфа             | 144                             | Уфа — Нижневартовск             |
| 147                             | Нижневартовск — Астрахань       | 148                             | Астрахань — Нижневартовск       |
| 317                             | Караганда — Барановичи          | 318                             | Барановичи — Караганда          |
| 331                             | Новый Уренгой — Уфа             | 332                             | Уфа — Новый Уренгой             |
| 351                             | Приобье — Уфа                   | 352                             | Уфа — Приобье                   |
| 373                             | Тюмень — Махачкала              | 374                             | Махачкала — Тюмень              |
| 391                             | Челябинск — Москва              | 392                             | Москва — Челябинск              |
| Сезонное движение поездов       |                                 |                                 |                                 |
| 205                             | Иркутск — Анапа                 | 206                             | Анапа — Иркутск                 |
| 229                             | Северобайкальск — Анапа         | 230                             | Анапа — Северобайкальск         |
| 235                             | Тында — Анапа                   | 236                             | Анапа — Тында                   |
| 243                             | Новокузнецк — Анапа             | 244                             | Анапа — Новокузнецк             |
| 289                             | Екатеринбург — Анапа            | 290                             | Анапа — Екатеринбург            |
| 425                             | Челябинск — Калининград         | 426                             | Калининград — Челябинск         |
| 455                             | Челябинск — Новороссийск        | 456                             | Новороссийск — Челябинск        |
| 457                             | Челябинск — Анапа               | 458                             | Анапа — Челябинск               |
| 477                             | Челябинск — Адлер               | 478                             | Адлер — Челябинск               |